# 클리어넷

심층 웹(Deep web)과 다크 웹(Dark web)와 관련이 있는 서피스 웹

클리어넷(Clearnet)은 일반적으로 공개적으로 접근 가능한 인터넷을 지칭하는 용어이다. 때때로 "클리어넷"은 다크넷과 심층 웹(딥 웹)을 제외한 "서피스 웹"의 동의어로 사용된다. 월드 와이드 웹은 인터넷에서 가장 널리 사용되는 분산 서비스 중 하나이며, 서피스 웹은 전통적인 검색 엔진에 의해 색인되는 웹 페이지와 데이터베이스로 구성된다.
"클리어넷"은 일반적으로 토르(Tor) 또는 기타 익명성 네트워크를 기반으로 구축되고 연결이 암호화되고 익명화된 서비스를 설명하는 "다크넷"의 반대 개념으로 볼 수 있다. 다크넷은 공개적으로 접근 가능하지 않기 때문에 심층 웹의 일부이다. "심층 웹"이라는 용어는 공개적으로 접근 가능 여부와 관계없이 색인되지 않은 인터넷 부분을 설명한다. 여기에는 텍스트 검색이 필요한 데이터베이스 웹 포털과 단순한 하이퍼링크 클릭 이상의 사용자 입력을 요구하는 대화형 웹사이트가 포함된다.

## 특징
토르와 같은 익명성 서비스를 사용하지 않으면 클리어넷 탐색은 일반적으로 익명성이 보장되지 않는다. 대부분의 웹사이트는 클라이언트가 전송한 다른 데이터뿐만 아니라 IP 주소로도 사용자를 식별한다.